# Vitus B. Dröscher
Vitus Bernward Dröscher (* 15. Oktober 1925 in Leipzig; † 9. November 2010 in Hamburg) war ein deutscher Sachbuchautor. Er war einer der erfolgreichsten Autoren populärwissenschaftlicher Literatur der Nachkriegszeit.

## Biografie
Vitus B. Dröscher wurde als Sohn von Dr. Gustav Dröscher, dem Direktor der Staatsbibliothek in Leipzig, und Frida Sophie Dröscher in Leipzig geboren und nach Vitus Bering benannt. Von 1932 bis 1943 besuchte er die Volksschule und das Humanistische Realgymnasium in Leipzig. Seinen Militärdienst absolvierte Vitus B. Dröscher von 1944 bis 1945 bei der Marine.
Von 1948 bis 1952 studierte zunächst Elektrotechnik an der Technischen Universität Hannover, außerdem studierte er Biologie und Psychologie. Bis 1954 arbeitete er als Ingenieur bei den Atlas-Werken in Bremen. Danach wirkte er im Bereich der Verhaltensforschung und Sinnesphysiologie unter anderem als Mitarbeiter von Hans Hass, für den er eine Unterwasser-Schallanlage anfertigte. Dröschers Werke vermitteln einer breiten Öffentlichkeit bedeutsame wissenschaftliche Erkenntnisse, besonders aus dem Bereich der Verhaltensbiologie. Er schrieb unter anderem für Die Zeit, Die Welt und für die Frankfurter Allgemeine Zeitung. Ein Schwerpunkt lag dabei auf der naturwissenschaftlichen Dokumentation der Entwicklungsgeschichte und ihren Auswirkungen auf den menschlichen Alltag. Beispielsweise wird anhand der Evolution des Gehörs gezeigt, welche Teile des menschlichen Ohres noch von den Fischen herrühren, oder wie sich die Mutterliebe herausgebildet hat und welche Formen sie annehmen kann. Vitus B. Dröscher führte eine Reihe von Expeditionen unter anderem nach Afrika und Australien durch und setzte sich für den Naturschutz ein. Unter anderem war er Vizepräsident des Vereins „Rettet die Elefanten Afrikas“ und leitete die Vergabe des Sven-Simon-Preises „Jugend schützt Umwelt“.
In den 1990er Jahren moderierte er für den Sender Sat.1 die Sendung Dröschers Tierwelt.
Seine über 30 Bücher wurden in mehr als 20 Sprachen übersetzt, sie erreichten eine Auflage von über 8 Millionen. Fünf Titel erschienen auch in chinesischer Sprache, wurden in China im Schulunterricht verwendet und verhalfen ihm dort zu landesweiter Bekanntheit, die sich auch in persönlichen Kontakten niederschlug.
Er lebte und wirkte in Hamburg.

## Ehrungen
- Theodor-Wolff-Preis für hervorragende wissenschaftliche Berichterstattung
- Senatsmedaille für Kunst und Wissenschaft der freien und Hansestadt Hamburg, 2000
- Umweltpreis für schleswig-holsteinische Journalisten
- Bundesverdienstkreuz am Bande für sein Gesamtwerk, 2006

## Schriften (Auswahl)
- 1962: Klug wie die Schlangen. Die Erforschung der Tierseele. Illustriert von Helmut Skaruppe (Zeichnungen) und Toni Angermayer (Fotos).  Stalling, Oldenburg / Hamburg 1962, DNB 451001699; NA: Das Tier – ein unbekanntes Wesen: Die Erforschung der Tierseele. List, München 1964, DNB 451001710.
- 1966: Magie der Sinne im Tierreich. Neue Forschungen, Illustriert von Helmut Skaruppe. List, München, DNB 456489517
- 1969: Die freundliche Bestie. Neueste Forschungen über das Tier-Verhalten, illustriert von Helmut Skaruppe. Stalling, Oldenburg / Hamburg, DNB 572918658
- 1970: Die freundliche Bestie im Zoo. Tierverhalten hinter Zäunen, Stalling, Oldenburg / Hamburg, ISBN 3-7979-1926-3
- 1979: Überlebensformel – Wie Tiere Umweltgefahren meistern. Econ-Verlag, ISBN 978-3-430-12191-0
- 1987: … und der Wal schleuderte Jona an Land – Die Tierwunder der Bibel, naturwissenschaftlich bestätigt. ISBN 978-3-89136-154-2
- 1974: Sie töten und sie lieben sich – Naturgeschichte des Paarverhaltens im Tierreich. Hoffmann und Campe, ISBN 978-3-455-01560-7
- 1985: Wie menschlich sind Tiere – Geschichten aus der vergleichenden Verhaltensforschung. dtv, ISBN 978-3-423-10442-5
- 1988: Sie turteln wie die Tauben – Tierische Spruchweisheiten auf ihren Wahrheitsgehalt abgeklopft. Rasch u. Röhring, ISBN 978-3-89136-213-6
- 1989: Weiße Löwen müssen sterben – Spielregeln der Macht im Tierreich. Rasch u. Röhring, ISBN 978-3-89136-266-2
- 1990: Rettet die Elefanten Afrikas. Rasch u. Röhring, ISBN 978-3-89136-291-4
- 1994: Nestwärme, wie Tiere Familienprobleme lösen, dtv, München, ISBN 3-423-10349-3.
- 1997: König Salomons Ring. Bertelsmann, ISBN 978-3-570-00073-1
- 2000: Aus Liebe übers Wasser laufen. Heel, ISBN 978-3-89365-875-6
- 4 Bücher für die Was-ist-Was-Reihe des Tessloff Verlags: Menschenaffen, ISBN 978-3788606312, Haie und Rochen, ISBN 9783788606374, Tierwanderungen, ISBN 9783788604172 und Tiere wie sie hören, sehen und fühlen, ISBN 9783788604202.